# Avenue du 18-Juin-1940 (Épinay-sur-Seine)
Pour les articles homonymes, voir Avenue du 18-Juin-1940.
L'avenue du 18-Juin-1940, est une voie de communication d'Épinay-sur-Seine.

## Situation et accès
Cette avenue suit le tracé de la D910.

## Origine du nom

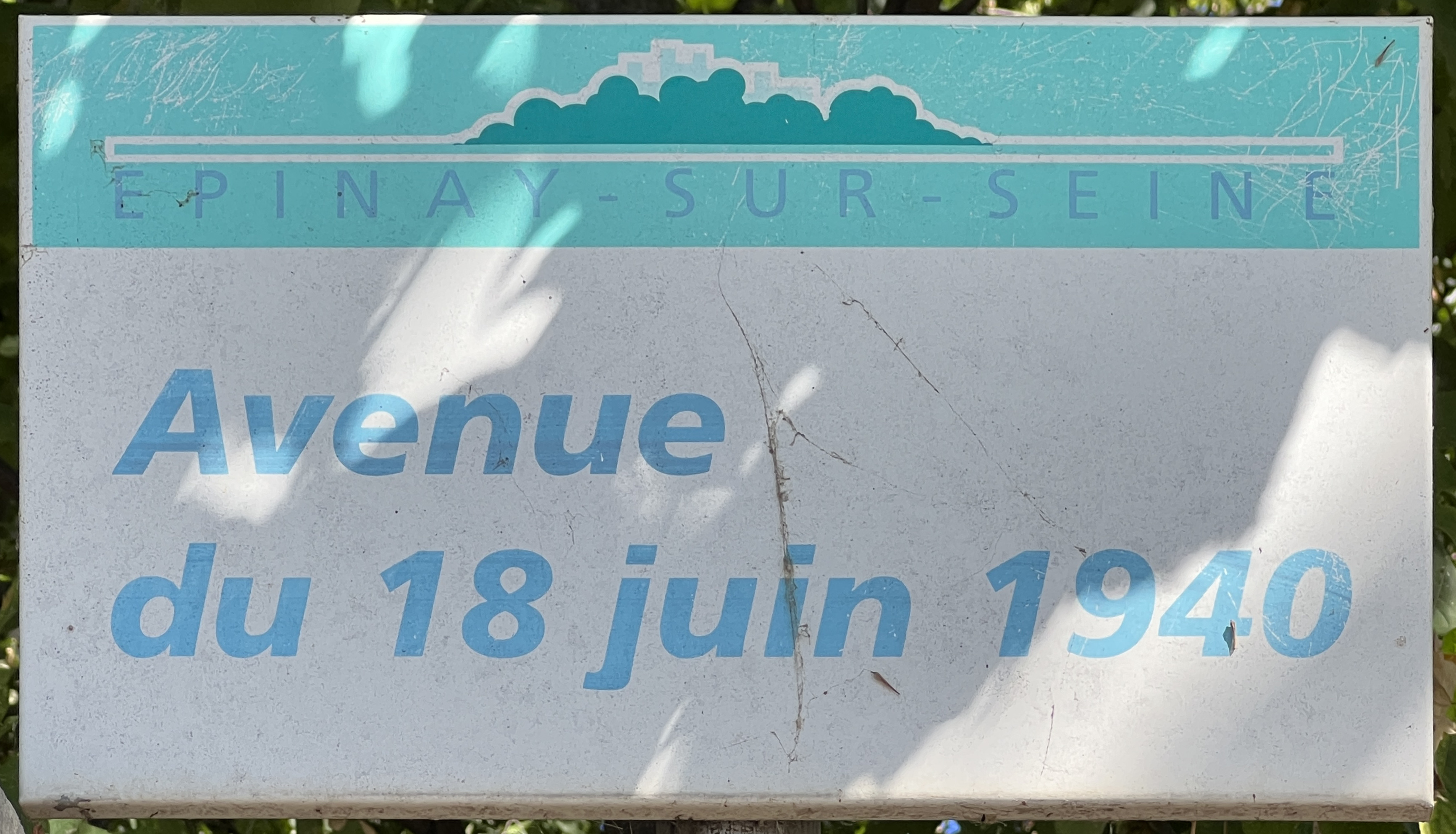
Plaque Avenue du 18-Juin-1940.

Le nom de cette avenue est un hommage rendu à l'appel du 18 Juin, premier discours prononcé par le général de Gaulle, sur les ondes de la BBC, le 18 juin 1940.
L'attribution de cette appellation donna lieu à polémique lors d'une délibération du 18 octobre 1949, sur fond de rivalité entre la mémoire communiste et la mémoire gaulliste de la Résistance. Un conseiller municipal demanda « si la date du 18 juin 1940 est bien une date décisive dans l’histoire, que les communistes n’avaient pas attendu cette date pour être dans la Résistance ; qu’il n’y a pas lieu de glorifier un chef de factieux ».

## Historique

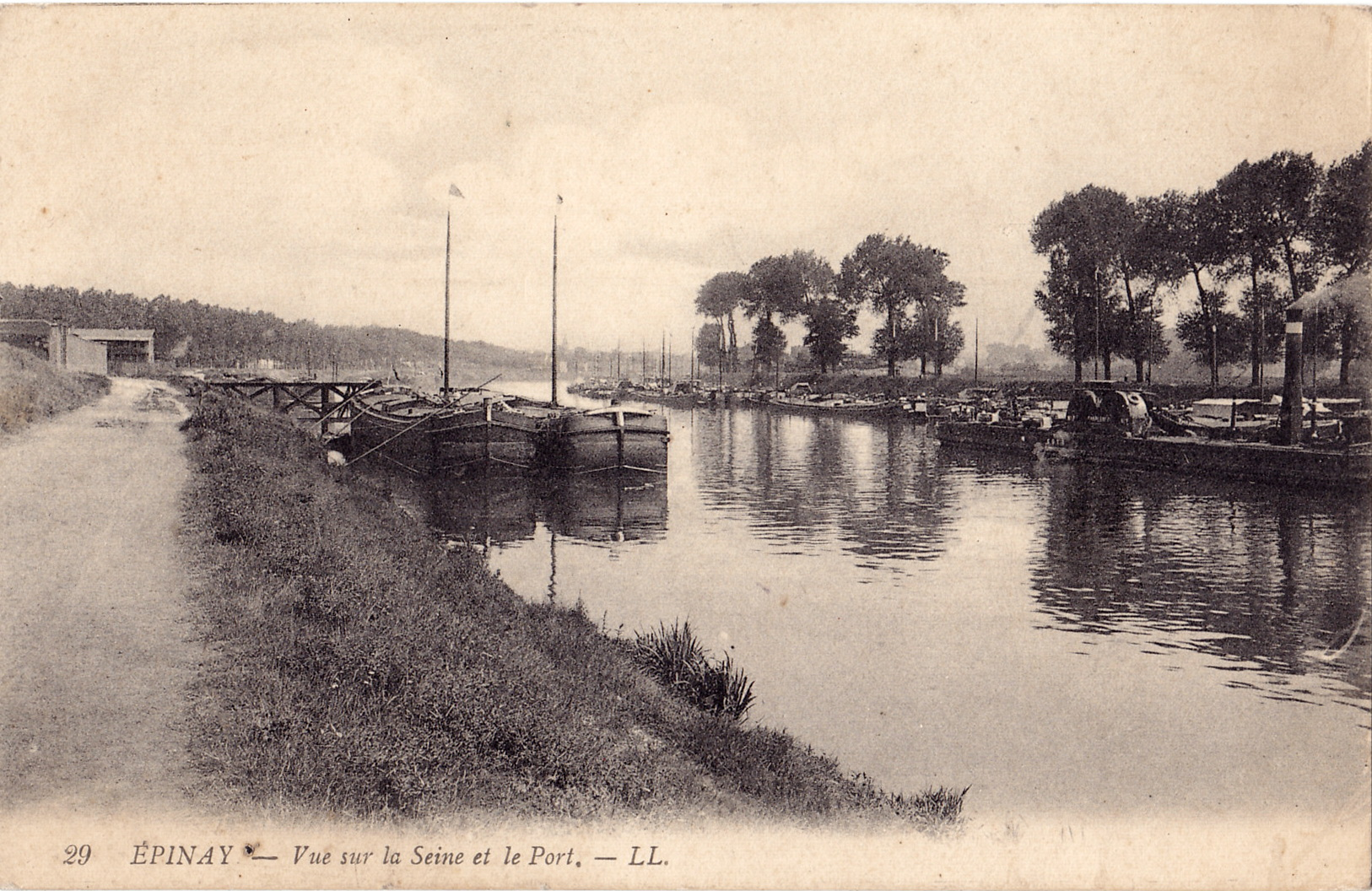
Épinay : Vue sur la Seine et le port.

Elle fait partie de l'ancienne route départementale 9 : avenue du Pont-d'Épinay, boulevard d'Épinay, boulevard de Gennevilliers,.
En 1865, un bateau-lavoir y fut amarré, pour être fermé en 1916.
À la construction du pont d'Épinay en 1880, cette voie qui s'appelait « rue du Port », prit le nom de « boulevard de Gennevilliers » avant de prendre sa dénomination actuelle depuis 1949.
De nos jours, une petite rue du Port existe encore, menant de l'avenue vers le chemin de halage.

## Bâtiments remarquables et lieux de mémoire
- Studios d'Épinay, créés en 1913.

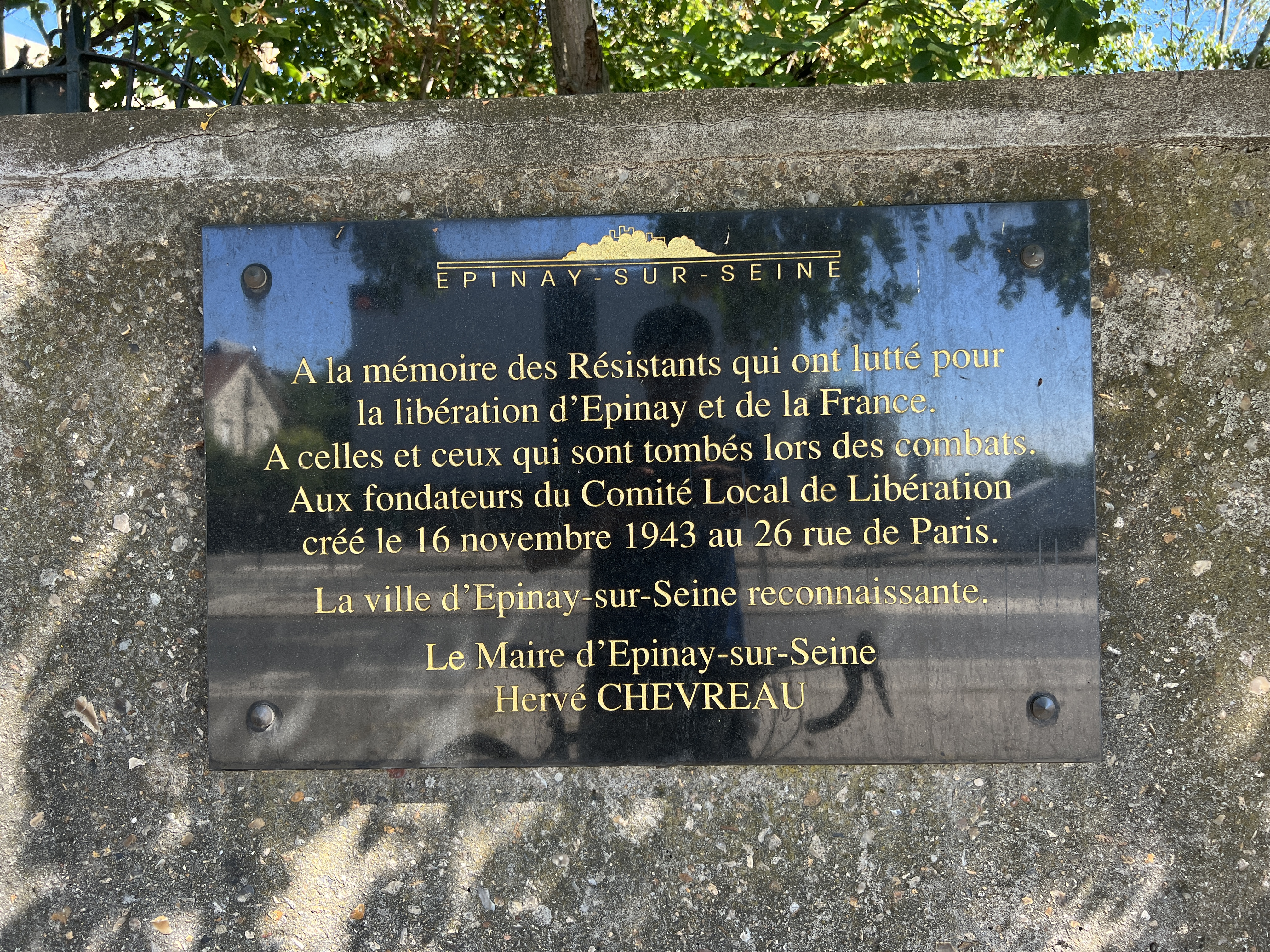
À la mémoire des Résistants.

- Plaque en mémoire des Résistants de la Libération d'Épinay et de la France[8].